# Duchailluia spinulifera
Duchailluia spinulifera är en kackerlacksart som först beskrevs av Krauss 1890.  Duchailluia spinulifera ingår i släktet Duchailluia och familjen storkackerlackor. Inga underarter finns listade i Catalogue of Life.